# Operatie Vigilant Warrior
Operatie Vigilant Warrior (Nederlands: Operatie Waakzame Krijger) was een militaire operatie van de Verenigde Staten van 14 oktober tot 21 december 1994.

## Aanleiding
Na de Golfoorlog van 1991 en Operatie Desert Storm hadden de VS al vijf operaties opgezet om Iraakse militaire manoeuvres te counteren. In oktober 1994 bewogen Iraakse troepen in de richting van de grens met Koeweit, het land dat met Operatie Desert Storm was bevrijd van Iraakse bezetting.
De toenmalige Amerikaanse president Bill Clinton antwoordde snel en binnen enkele dagen werden troepen naar de regio gestuurd. Op 15 oktober nam de VN-Veiligheidsraad resolutie 949 aan die de agressie van Iraakse kant veroordeelde en terugtrekking eiste.
Tegen eind oktober hadden de VS meer dan 28.000 manschappen in de regio.
Irak trok zijn troepen terug ten noorden van de 32e breedtegraad.
Enkele dagen later begonnen ook de VS met het terugtrekken van hun troepen.